# ティズカール
ティズカール（Tizqar）は、古代メソポタミア、キシュ第1王朝の王。
シュメール王名表によると、キシュ第1王朝（紀元前2900年頃以降）の19代目の王であり、ザムグの息子。